# Anumeta hilgerti
Anumeta hilgerti là một loài bướm đêm thuộc họ Erebidae. Nó được tìm thấy ở Maroc tới bán đảo Arabian.
Có một lứa một năm. Con trưởng thành bay từ tháng 2 đến tháng 5.

## Phụ loài
- Anumeta hilgerti hilgerti
- Anumeta hilgerti popovi (Israel)